# Pleurostachys sellowii
Pleurostachys sellowii är en halvgräsart som beskrevs av Carl Sigismund Kunth. Pleurostachys sellowii ingår i släktet Pleurostachys och familjen halvgräs. Inga underarter finns listade i Catalogue of Life.